# Ironman Japan
Der Ironman Japan war eine von 2013 bis 2015 jährlich im August in Tōyako auf der japanischen Insel Hokkaidō stattfindende Triathlon-Sportveranstaltung über die Ironman-Distanz (3,86 km Schwimmen, 180,2 km Radfahren und 42,195 km Laufen). Zuvor wurde ein Triathlon unter dem gleichen Namen zwischen 1985 und 2009 elf Mal in Hikone am Biwa-See sowie neunmal in Gotō auf der Insel Fukue-jima veranstaltet.

## Organisation

### 1985 bis 1997 am Lake Biwa
Der Yanmar Ironman Japan wurde erstmals 1985 in Hikone am Biwa-See wenige Monate nach dem Ironman New Zealand als weltweit erst zweiter Qualifikationswettkampf außerhalb der USA für den Ironman Hawaii ausgerichtet. Sieger der Premiere 1985 waren unter 424 Teilnehmern Julie Moss sowie Dave Scott, der noch wenige Monate zuvor erklärt hatte, keine Ironman-Wettkämpfe mehr bestreiten zu wollen. Während die erste Austragung 1985 noch über die volle Ironman-Distanz verlief, betrug die Streckenlänge im Folgejahr 3,6 km Schwimmen, 155 km Radfahren und 30 km Laufen. Die dritte Austragung der Veranstaltung fand allerdings erst 1988 statt.
1989 gewann erneut Dave Scott und seine Siegerzeit von 8:01:32 h stellte dabei die bis dahin schnellste Zeit bei einem Ironman-Wettkampf überhaupt sowie die bis heute schnellste Zeit bei einem unter dem Markenzeichen Ironman in Japan veranstalteten Triathlon dar. Julie Moss wurde in diesem Jahr nicht nur schnellste Frau, sie ließ außer Scott und dem Zweiten Scott Molina auch sämtliche Männer hinter sich. 1992 konnte Greg Welch in 8:07:39 h mit 20 min Vorsprung gewinnen. 
Anschließend gab es erneut ein Jahr ohne Ironman Japan, bis 1995 Mark Allen die neunte Ausrichtung gewinnen konnte. 
Während des Wettkampfes 1997 wütete ein Taifun in der Region, so dass das Schwimmen im Biwa-See ersatzlos entfiel. Die Teilnehmer gingen stattdessen direkt im Abstand von fünf Sekunden vereinzelt auf die Radstrecke. Aufgrund der Sturmschäden sah sich die Landesregierung auch im Folgejahr außer Stande, die notwendige logistische Unterstützung zur Durchführung der Veranstaltung zu bieten, so dass der Ironman Japan ab 1998 erneut nicht stattfand.

### 2001 bis 2009 in Gotō

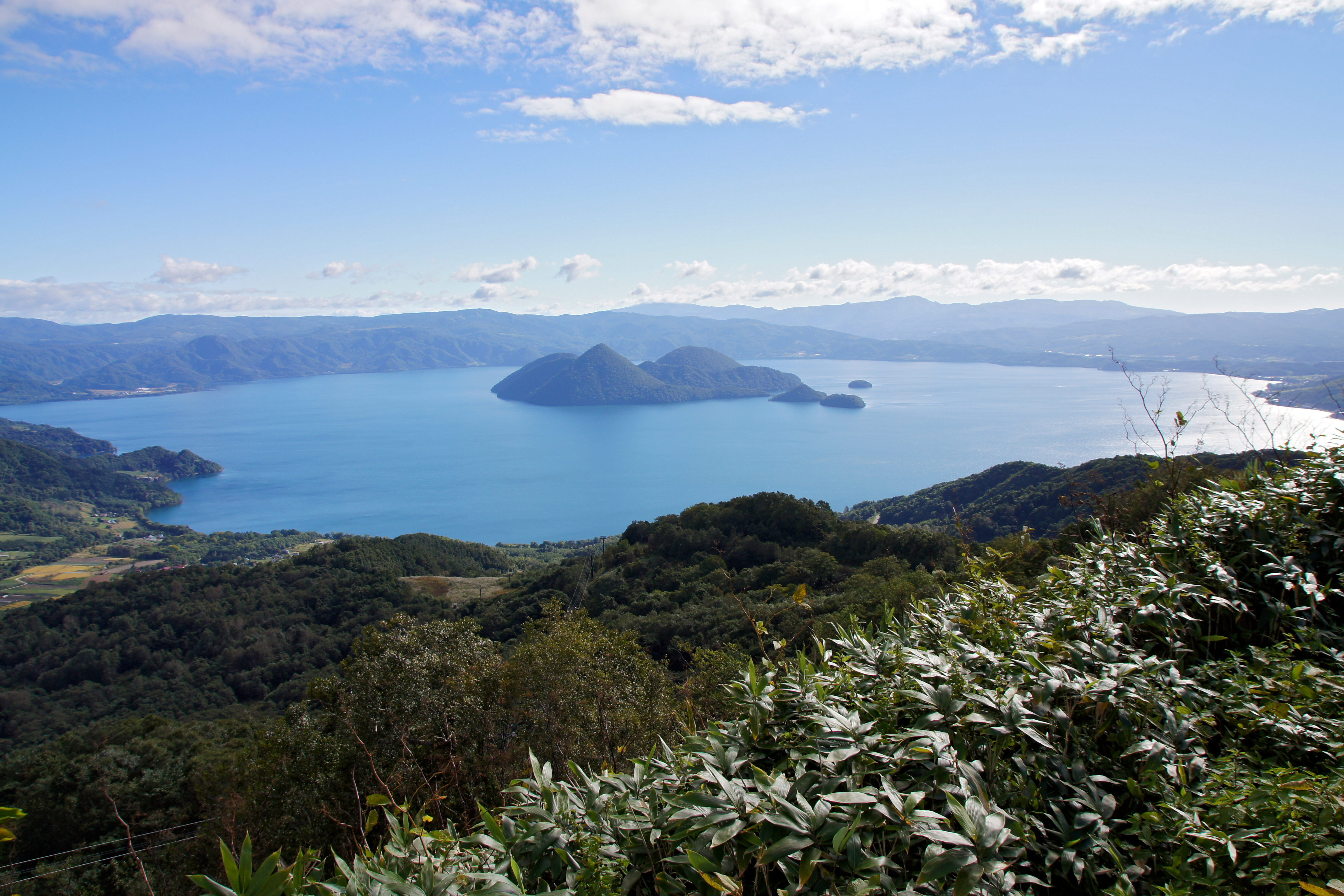
Tōya-See

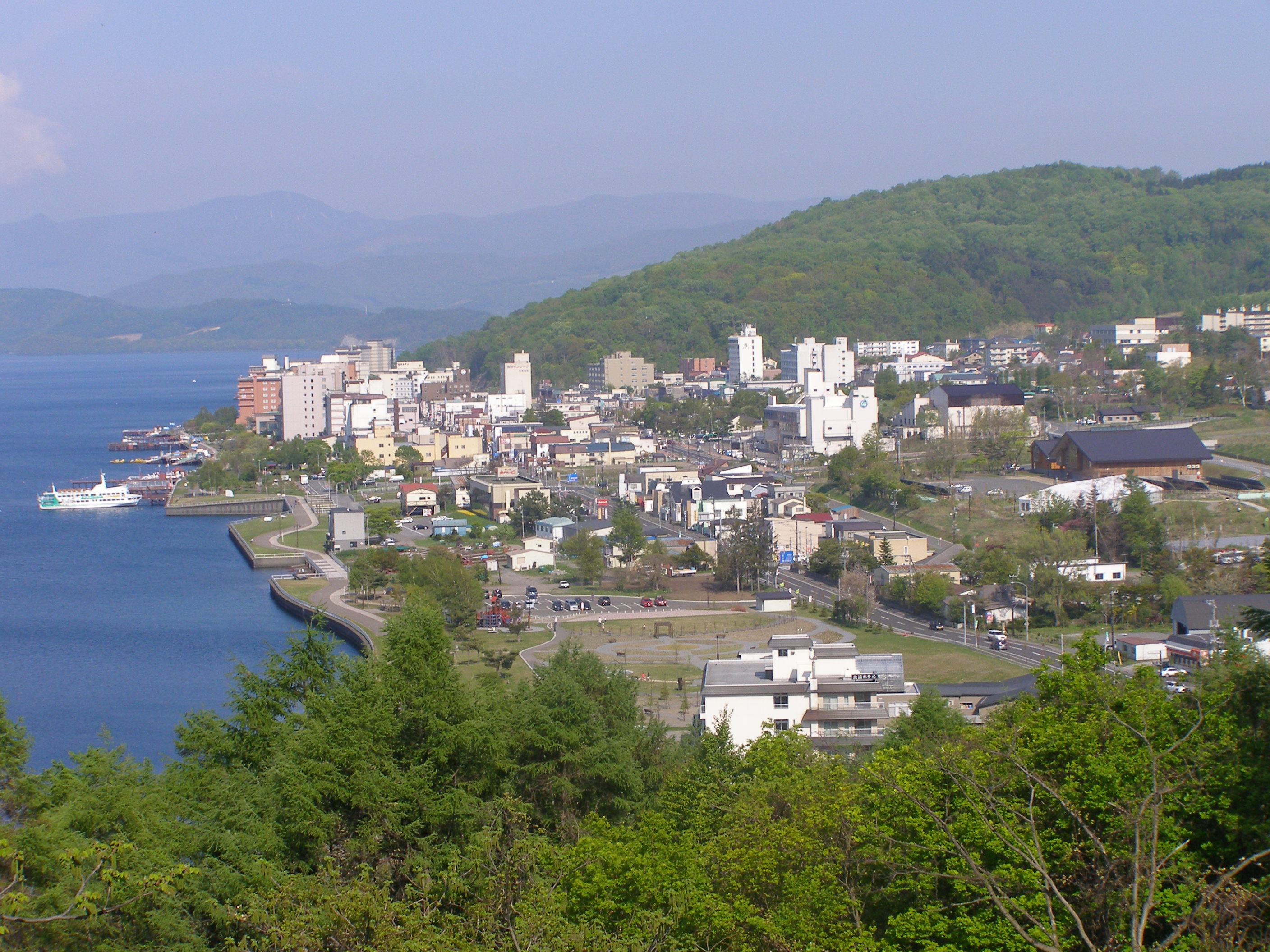
Tōyako

Erst 2001 wurde dann durch einen anderen Veranstalter, Universal Sports Marketing als Lizenzpartner der World Triathlon Corporation (WTC), wieder ein neuer Wettkampf unter dem Namen Ironman Japan organisiert, allerdings rund 950 km westlich von Hikone in Gotō auf der Insel Fukue-jima in der Präfektur Nagasaki. Die Schwimmstrecke verlief jetzt im Pazifik in der Tomie-Bucht, dann wartete eine hügelige Radstrecke mit mehreren Schleifen sowie eine Laufstrecke über zwei Runden rund um den Omnidake-Berg sowie den Flughafen auf die Athleten. 
2003 entschied die örtliche Verwaltung aus Angst vor einer möglichen SARS-Epidemie nur in Japan lebende Teilnehmer bei dem Wettkampf starten zu lassen, ließ dann aber auch Ausländer aus nicht gefährdeten Regionen zu. Auch in den Vorjahren am Lake Biwa war das Teilnehmerfeld bereits für Nicht-Japaner limitiert gewesen, es erhielten maximal 100 nicht in Japan lebende Athleten eine Startberechtigung.
2009 stellte der Australier Luke McKenzie mit der Zeit von 8:28:31 h den Streckenrekord auf diesem Kurs auf, die schnellste von einer Frau auf dieser Strecke erreichte Zeit gelang 2008 der Japanerin Naomi Imaizumi in 9:33:59 h. 
Zwei Wochen vor der eigentlich für den 13. Juni 2010 geplanten zehnjährigen Jubiläums-Austragung in Gotō wurde der Triathlon aus medizinischen Gründen aufgrund einer akuten Verbreitung der Maul- und Klauenseuche abgesagt. 
Die 50 Qualifikationsplätze für den Ironman Hawaii wurden daher stattdessen am 11. Juli auf Jeju-do (Südkorea) beim Jeju International Triathlon (JIT) vergeben. Einen Slot (= Startplatz) konnten aber nur Athleten bekommen, die auch schon für den Ironman Japan registriert gewesen waren („IQ-Division“).
Die Veranstaltung selbst wird – ohne das Markenzeichen „Ironman“ – seit 2011 über die gleiche Distanz, allerdings mit einer zusätzlichen Staffelwertung, als „Brahman King“ unter dem Namen Gotō Nagasko International Triathlon fortgeführt.

### 2013 bis 2015 in Tōyako
Erst 2013 war der Ironman Japan dann erneut im Wettkampfkalender der WTC zu finden. Die neue, diesmal direkt durch die WTC organisierte Veranstaltung wurde rund 2300 km nordöstlich von Gotō unter dem bekannten Namen Ironman Japan in Tōyako am Tōya-See, dem nördlichsten nicht zufrierenden See Japans, auf der Insel Hokkaidō ausgerichtet. 
Im August 2014 gelang dem Deutschen Michael Rünz dort der erste Ironman-Sieg seiner Karriere. 2015 folgte ihm Swen Sundberg als zweiter deutscher Sieger bei diesem Rennen, zuvor hatte 2003 bereits Lothar Leder den Wettkampf in Gotō für sich entscheiden können.
Amateure konnten sich beim Ironman Japan über vierzig auf die einzelnen Altersklassen verteilte Qualifikationsplätze für die Ironman World Championship in Kailua-Kona qualifizieren. Profi-Triathleten, die um die 25.000 US-Dollar Preisgeld in Tōyako kämpften, konnten sich für den Wettkampf in Hawaii über das Kona Pro Ranking System (KPR) qualifizieren.

In Tōyako erhielten Sieger und Siegerin je 2000 Punkte, weitere Platzierte eine entsprechend reduzierte Punktzahl. Zum Vergleich: Der Sieger auf Hawaii erhält 8000 Punkte, die Sieger in Frankfurt, Texas, Florianópolis und Port Elizabeth jeweils 4000, bei den übrigen Ironman-Rennen entweder 1000 oder 2000 Punkte.
Am 29. November 2015 gab der Veranstalter WTC bekannt, dass die Veranstaltung nicht fortgeführt wird. Hintergrund war der Zusammenbruch einer Brücke auf der Radstrecke, alternative Streckenführungen stellen nach Aussage der WTC keine attraktive Option dar.

### Streckenverlauf
- Die Schwimmstrecke lag im Tōya-See und umfasste zwei Runden.
- Die Radstrecke führte über eine Runde durch die umliegende Gegend entlang des Berges Yotei mit 1892 Höhenmetern.
- Die Laufstrecke verlief über zwei wellige Runden entlang des Tōya-Sees.

### Streckenrekorde
Den Streckenrekord auf dem Kurs in Tōyako stellte 2013 der Däne Martin Jensen in 8:47:53 h auf, schnellste Frau in Tōyako war 2014 die Taiwanerin Shiao-Yu Li 9:58:30 h.

## Siegerliste

### Ironman Japan in Tōyako
| Datum/Jahr    | Männer             | Männer          | Männer          | Frauen               | Frauen          | Frauen        |
| Datum/Jahr    | Erster Platz       | Zweiter Platz   | Dritter Platz   | Erster Platz         | Zweiter Platz   | Dritter Platz |
| ------------- | ------------------ | --------------- | --------------- | -------------------- | --------------- | ------------- |
| 23. Aug. 2015 | Swen Sundberg      | Patrick Evoe    | Simon Cochrane  | Shiao Yu Li -3-      | Bree Wee        | Emi Sakai     |
| 24. Aug. 2014 | Michael Rünz       | Harry Wiltshire | Cedric Lassonde | Shiao Yu Li -2- (SR) | Jessica Fleming | Tanaka Keiko  |
| 31. Aug. 2013 | Martin Jensen (SR) | Petr Vabroušek  | Kaito Tohara    | Shiao Yu Li          | Michelle Wu     | Emi Sakai     |

(SR: Streckenrekord)

### Ironman Japan in Gotō
| Datum/Jahr    | Männer                   | Männer            | Männer             | Frauen                 | Frauen          | Frauen           |
| Datum/Jahr    | Erster Platz             | Zweiter Platz     | Dritter Platz      | Erster Platz           | Zweiter Platz   | Dritter Platz    |
| ------------- | ------------------------ | ----------------- | ------------------ | ---------------------- | --------------- | ---------------- |
| 21. Juni 2009 | Luke Jarrod McKenzie -2- | Courtney Ogden    | Petr Vabroušek     | Nicole Klingler        | Nicole Ward     | Megumi Shigaki   |
| 22. Juni 2008 | Luke Jarrod McKenzie     | Mitchell Anderson | Hans Mühlbauer     | Naomi Imaizumi -2-     | Bree Wee        | Sarah Pollett    |
| 17. Juni 2007 | Park Byung-hoon          | Hayato Kawahara   | Hiroyuki Nishiuchi | Naomi Imaizumi         | Kate Major      | Emi Shiono       |
| 28. Mai 2006  | Chris Lieto              | Petr Vabroušek    | Park Byung-hoon    | Heather Fuhr -4-       | Sarah Fien      | Angela Milne     |
| 22. Mai 2005  | Jason Shortis            | Péter Kropkó      | Hayato Kawahara    | Sarah Fien             | Naomi Imaizumi  | Yoko Hori        |
| 23. Mai 2004  | Péter Kropkó -3-         | Courtney Ogden    | Bryan Rhodes       | Yoko Hori              | Marissa Robbins | Susan Peter      |
| 18. Mai 2003  | Lothar Leder             | Yoshinori Tamura  | Hayato Kawahara    | Deirdre Tennant        | Nicole Leder    | Belinda Halloran |
| 12. Mai 2002  | Yoshinori Tamura -2-     | Courtney Ogden    | Grant Webster      | Paula Newby-Fraser -5- | Wendy Ingraham  | Martina Lang     |
| 22. Juli 2001 | Yoshinori Tamura         | Jason Shortis     | Takumi Obara       | Yoko Okuda             | Noriko Yamakura | Sachi Kojima     |

### Ironman Japan am Lake Biwa
| Datum/Jahr      | Männer           | Männer            | Männer           | Frauen                 | Frauen             | Frauen           |
| Datum/Jahr      | Erster Platz     | Zweiter Platz     | Dritter Platz    | Erster Platz           | Zweiter Platz      | Dritter Platz    |
| --------------- | ---------------- | ----------------- | ---------------- | ---------------------- | ------------------ | ---------------- |
| 29. Juni 1997 1 | Péter Kropkó -2- | Michael McCormack | Yoshinori Tamura | Heather Fuhr -3-       | Marci Aitken       | Ayako Suzuki     |
| 30. Juni 1996   | Péter Kropkó     | Ken Glah          | Steffen Hartig   | Heather Fuhr -2-       | Alison Coote       | Karen Sitko      |
| 24. Juni 1995   | Mark Allen       | Tani Shingo       |                  | Heather Fuhr           |                    |                  |
| 1994            | Greg Welch       | Pauli Kiuru       | Tani Shingo      | Sharlene Ryan          | Wendy Ingraham     | Lynne McAllister |
| 28. Juni 1992   | Greg Welch       | Scott Tinley      | Hideya Miyazuka  | Paula Newby-Fraser -4- |                    |                  |
| 1991            |                  |                   |                  | Paula Newby-Fraser -3- |                    |                  |
| 15. Juli 1990   | Ray Browning     | Paul Huddle       | Kevin Moats      | Paula Newby-Fraser -2- | Erin Baker         | Junko Murakami   |
| 30. Juli 1989   | Dave Scott -2-   | Scott Molina      |                  | Julie Moss 2 -3-       | Paula Newby-Fraser |                  |
| 1988            |                  |                   |                  | Paula Newby-Fraser     |                    |                  |
| 1986            | Mark Allen       | Scott Tinley      |                  | Julie Moss -2-         |                    |                  |
| 30. Juni 1985   | Dave Scott -1-   | Scott Molina      |                  | Julie Moss             |                    |                  |